# Carex bengyana
Carex bengyana là một loài thực vật có hoa trong họ Cói. Loài này được H.Lév. & L.C.Lamb. mô tả khoa học đầu tiên năm 1911.